# گاستون ثرون
گاستون اخموند ثرون (انگلیسی: Gaston Egmond Thorn؛ زادهٔ ۳ سپتامبر ۱۹۲۸ – درگذشته ۲۶ اوت ۲۰۰۷) یک سیاست‌مدار اهل لوکزامبورگ بود. وی هفتمین رئیس کمیسیون اروپا و بیستمین نخست‌وزیر لوکزامبورگ بود.